# Kate Mundt
Kate Helene Mundt, född 9 januari 1930 i Særslev, Danmark, död 5 maj 2004, var en dansk skådespelare.
Mundt studerade vid Privatteatrenes elevskola på Det Ny Teater 1949–1952.

## Filmografi (urval)
- 1955 – Våldtaget land
- 1968 – Jag – en kvinna 2
- 1974 – I Tyrens tegn
- 1975 – Justine och Juliette
- 1978 – Agent 69 Jensen i Skyttens tegn